# Marînivka, Domanivka
Marînivka (în ucraineană Маринівка) este localitatea de reședință a comunei Marînivka din raionul Domanivka, regiunea Mîkolaiiv, Ucraina.

## Demografie
Componența lingvistică a localității Marînivka
     Ucraineană (93,63%)
     Rusă (3,14%)
     Română (2,49%)
     Alte limbi (0,08%)
Conform recensământului din 2001, majoritatea populației localității Marînivka era vorbitoare de ucraineană (93,63%), existând în minoritate și vorbitori de rusă (3,14%) și română (2,49%).